# بوني جو كامبل
بوني جو كامبل (بالإنجليزية: Bonnie Jo Campbell)‏‏ (14 سبتمبر 1962 في كالامازو - ) كاتِبة، وروائية من الولايات المتحدة.

## الجوائز
- زمالة غوغنهايم